# Balmain (Australie)
Pour les articles homonymes, voir Balmain (homonymie).
Balmain est un quartier dans la zone d'administration locale d'Inner West, situé dans l'agglomération de Sydney dans l'État de Nouvelle-Galles du Sud, en Australie.

## Géographie
Balmain est situé à quelques kilomètres à l'ouest du centre de Sydney, sur une péninsule qui s'élance dans la baie de Sydney face au quartier des affaires.

## Histoire
Balmain, autrefois doté de son propre conseil municipal, est rattaché en 1949 à la municipalité de Leichhardt, et depuis la fusion de celle-ci avec Ashfield et Marrickville en 2016, il fait partie d'Inner West.
Un des principaux centres industriels d'Australie des XIXe et XXe siècles, Balmain est aujourd'hui un quartier plutôt recherché pour ses maisons de caractère, son aspect villageois (il a son propre hôpital, sa caserne de pompiers, etc.), ses pubs, ses cafés et ses boutiques, ainsi que sa proximité au centre de Sydney.

## Personnalités liées à Balmain
- Rose Byrne, actrice
- Dawn Fraser, championne olympique de natation
- Alex Lloyd, chanteur
- Frank Moorhouse, écrivain
- Peter Carey, écrivain
- Henry Parkes, ex-Premier ministre de Nouvelle-Galles du Sud
- Wayne Pearce, ex-joueur de rugby à XIII avec les Balmain Tigers
- Edward Rennie, chimiste et professeur d'université
- Neville Wran, ex-Premier ministre de Nouvelle-Galles du Sud